# Euryglossina scapata
Euryglossina scapata là một loài Hymenoptera trong họ Colletidae. Loài này được Exley mô tả khoa học năm 1980.